# Робърт Бентън
Робърт Дъглас Бентън (на английски: Robert Douglas Benton) е американски сценарист, режисьор и продуцент.

## Биография
Той е роден на 29 септември 1932 година в Уаксахачи, Тексас. Син е на Дороти (по баща Сполдинг) и Елъри Дъглас Бентън, служител на телефонна компания.  Той учи в Тексаския университет в Остин и Колумбийския университет. 

### Кариера
През 1959 г. той е съавтор на книгата „The IN and OUT Book“ с Харви Шмид. Той е арт директор на „Искуайър“ (Esquire) в началото на 1960-те години. 
Бентън печели три награди „Оскар“, Оскар за най-добър адаптиран сценарий и Оскар за най-добър режисьор за „Крамър срещу Крамър“ (1979) и Оскар за най-добър оригинален сценарий за „Места в сърцето“ (1984).
Бентън има и три номинации за „Оскар“, две за Оскар за най-добър оригинален сценарий за „Бони и Клайд“ (1967) и „Късното шоу“ (1977) и една за Оскар за най-добър адаптиран сценарий за „Няма балами“ (1994).
Той режисира „Здрач“ (1998) и „Празник на любовта“ (2007) и е съавтор на сценариите за „Супермен: Филмът“ (1978) и „Ледената реколта“ (2005).
През 2006 г. той се появява в документалния филм „Wanderlust“.

## Филмография

### Като режисьор
| Година | Филм                | Оригинално заглавие |
| ------ | ------------------- | ------------------- |
| 1972   | Лоша компания       | Bad Company         |
| 1977   | Късното шоу         | The Late Show       |
| 1979   | Крамър срещу Крамър | Kramer vs. Kramer   |
| 1982   | Тишината на нощта   | Still of the Night  |
| 1984   | Места в сърцето     | Places in the Heart |
| 1987   | Надин               | Nadine              |
| 1991   | Били Батгейт        | Billy Bathgate      |
| 1994   | Няма балами         | Nobody's Fool       |
| 1998   | Здрач               | Twilight            |
| 2003   | Скрити белези       | The Human Stain     |
| 2007   | Любовен пир         | Feast of Love       |